# Vůz Bdgtmee ZSSK
Vůz řady Bdgtmee, číslované v intervalu 50 54 22-44, vznikl přestavbou z vozu Bdtmee, který byl vyroben vagónkou VEB Waggonbau Bautzen v letech 1989–1990. V letech 2007–2008 proběhly úpravy celkem 21 vozů na řadu Bdgtmee.

## Technické informace
Jsou to neklimatizované vozy se samonosnou karosérií typu UIC-X, o celkové délce 26 400 mm, s výškou podlahy 1 250 mm nad temenem kolejnice a s nejvyšší povolenou rychlostí 160 km/h, jsou vybaveny centrálním zdrojem energie (CZE) a potrubním zrychlovačem brzdy.
Ve vozech byl vybudován služební prostor pro vlakové čety na místo jednoho záchodu a na místo části sedadel v krajních částech vozu dosazeny věšáky pro přepravu jízdních kol. Rekonstrukci provedly firmy ŽOS Trnava a OV Cargo.